# Władysław Webersfeld
Władysław Webersfeld (ur. 1 maja 1905 we Lwowie, zm. 15 listopada 1956 w Bytomiu) – żołnierz PSZ.

## Życiorys
Dwukrotnie żonaty, bezdzietny. Był synem Aleksandra Webersfelda (członka lwowskiego „Sokoła”), wnukiem Ludwika Webersfelda, powstańca styczniowego. Po wkroczeniu armii sowieckiej do Lwowa przebijał się na zachód. 19 września został aresztowany przez NKWD we wsi Saniki i trafił do przejściowego obozu w Szepetówce na Podolu. Między październikiem 1939 a czerwcem 1941 był przetrzymywany w obozie sowieckim w Równem na Wołyniu. Po zwolnieniu dotarł do Tockoje, dyslokacji formowanej armii polskiej na Wschodzie.
2 września 1941 roku został wpisany na ewidencję w ośrodku Tockoje w 19 pp armii gen. Andersa. Następnie w składzie 11 DP został przerzucony z Guzar w Uzbekistanie do Iraku. W Palestynie od lipca 1942 dostał przydział do sztabu 3 Brygady Strzelców Karpackich. Przeszedł cały szlak bojowy „Karpatczyków” – od Qastiny do Monte Cassino. W roku 1947 zdecydował się na powrót do kraju.
Po powrocie do Polski mieszkał w Bytomiu. Pochowany na cmentarzu Mater Dolorosa. Jego grób nie istnieje.

### Odznaczenia[6]:
- 3.07.1943 – Brązowy Krzyż Zasługi z Mieczami
- 31.12.1945 – Gwiazda za Wojnę 1939–1945
- 31.12.1945 – Gwiazda Italii
- 16.04.1946 – Medal Wojska (po raz pierwszy)